# Epitaph für Ruprecht Surauer und seine Frau

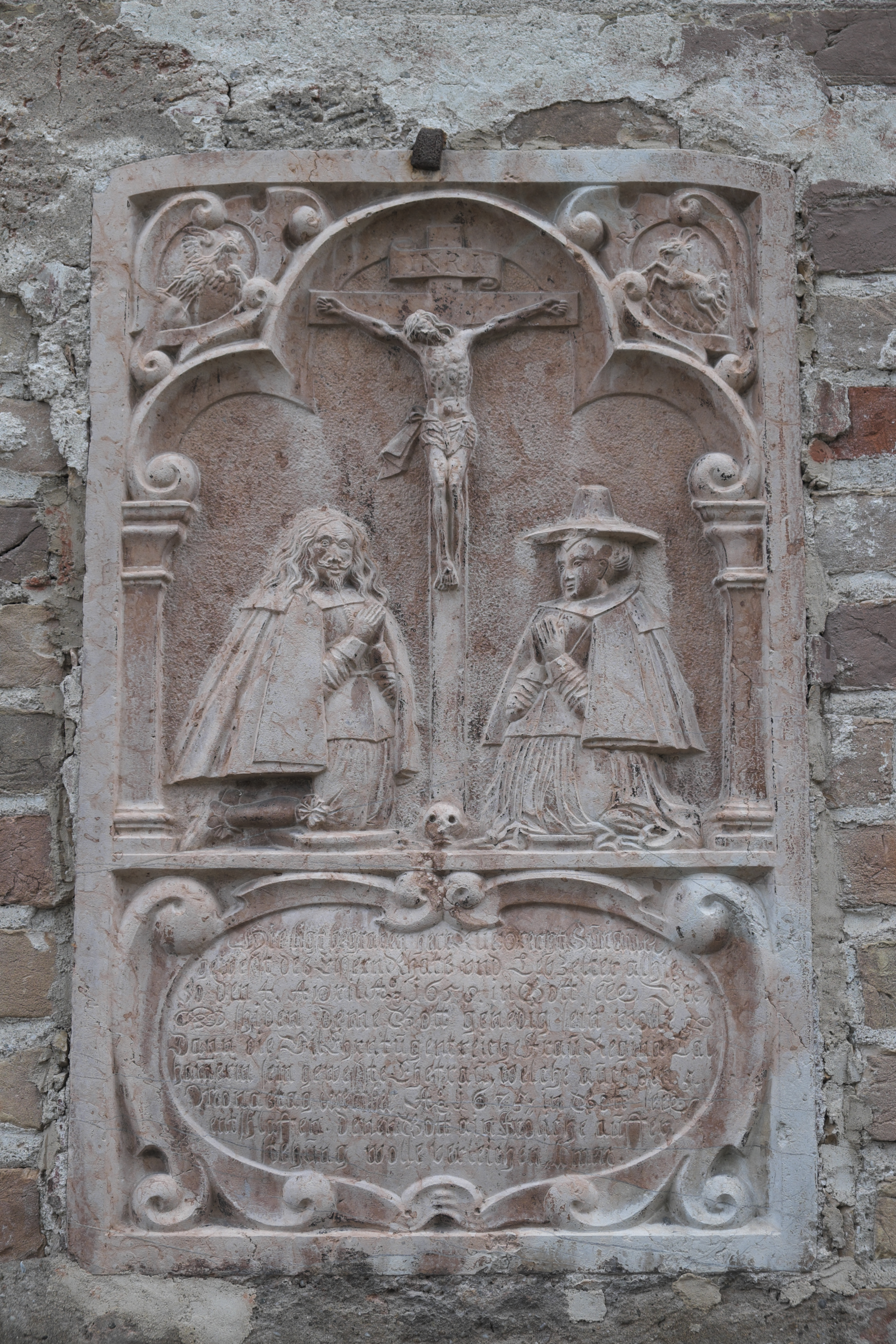
Epitaph für Ruprecht Surauer und seine Frau

Das Epitaph für Ruprecht Surauer und seine Frau an der Nordfassade der katholischen Pfarrkirche St. Jakob in Wasserburg am Inn, einer Stadt im oberbayerischen Landkreis Rosenheim, wurde nach 1675 geschaffen. Es befindet sich rechts neben dem Nordportal der Kirche.

## Beschreibung
Das 88 cm hohe und 58 cm breite Epitaph aus Rotmarmor für Ruprecht Surauer († 4. April 1658), Äußerer Rat und Lebzelter (Lebkuchenbäcker), und seine Ehefrau Regina Surauer († 5. Dezember 1675), geborene Thalhamer, zeigt in den oberen Ecken die Wappen der Verstorbenen mit den Initialen RS (links) und RT (rechts). Das Ehepaar wird kniend unter dem Kreuz dargestellt, die Frau trägt einen breitkrempigen Hut.
Die Inschrift in einer ovalen Kartusche lautet:
 Hie ligt begraben Herr Rueprecht Surauer,

 gewesst deß Eissern Rhats und Lebzelter alhie

 so den 4. April ao 1658. in Gott seel. Ver=

 shiden deme Gott genedig sein wolle.

 Dann die Vil Ehrntũgentreiche Fraū Regina Tal

 hamerin sein gewesste Ehefraũ, welche auch den 5.

 Monatstag december Ao 1675. in Gott seel.

 entschlaffen denen Gott ain fröliche aũffer

 stehung wolle verleichen, Amen.